# Клещёв, Михаил Петрович
Михаил Петрович Клещёв (20 сентября 1907, Савина, Пермская губерния — 20 августа 1976, Катайск, Курганская область) — председатель колхоза «Родина» Катайского района Курганской области.

## Биография
Михаил Клещёв родился 20 сентября 1907 года в деревне Савина Пышминской волости Камышловского уезда Пермской губернии, ныне деревня входит в Управление рабочего посёлка Пышмы Пышминского городского округа Свердловской области. Русский.
В 10 лет остался сиротой, батрачил на кулаков, воспитывался у деда.
Активно участвовал во всех мероприятиях, проводимых местной партийной ячейкой, выполнял поручения. Восемнадцатилетним был избран депутатом сельского Совета. В 1926 году начал работу участковым уполномоченным сельсовета и председателем комиссии по хлебозаготовкам.
В 1929 году был призван в Рабоче-крестьянскую Красную Армию. Службу проходил в 4-й отдельной кавалерийской бригаде в городе Петергофе. Быстро освоил воинское дело, окончил школу младших командиров. Вступил в  ВКП(б), в 1952 году партия переименована в КПСС. После демобилизации вернулся домой.
Работал заведующим избой-читальней, секретарем парторганизации. Затем Камышловским райкомом партии был направлен на работу председателем колхоза имени Буденного Кокшаровского сельсовета. Почти пять лет упорного труда на посту председателя колхоза принесли свои плоды: урожайность поднялась до 18 центнеров с гектара, на трудодень стали выдавать по 4-5 килограммов зерна и другие продукты. В 1935 году райкомом партии был направлен на учёбу.
После окончания в 1938 году Курганской высшей коммунистической сельскохозяйственной школы работал районным уполномоченным Наркомата заготовок в Ольховском, Кировском, Мишкинском, Далматовском, Катайском районах. В годы Великой Отечественной войны политрук запаса Клещёв дважды пытался добровольцем уйти на фронт, но был оставлен на партийной работе. В 1943 году Клещёв был переведен на работу в областной аппарат только что образованной Курганской области.
В конце 1955 года Курганским обкомом КПСС утверждено решение Катайского райкома партии о направлении Клещёва председателем колхоза имени Пушкина села Ильинское Катайского района. Под его руководством колхоз быстро вышел в число передовых хозяйств Курганской области. Если в 1955 году доход колхоза был 103 тысячи рублей, в 1956—203 тысячи рублей, то в 1957 году он был уже миллион двести семьдесят четыре тысячи рублей. Средние надои увеличились более чем вдвое, составив 2737 килограммов от фуражной коровы. В 1957 году колхоз начал выдавать ежемесячную денежную зарплату (был первым в числе пяти хозяйств области). А в 1958 году подключился к государственной электроэнергии, приобрёл технику у ликвидируемой Катайской МТС. 
В 1959 году колхоз имени Пушкина (село Ильинское) и колхоз «Урал» (деревня Черемисское) создали единое хозяйство – колхоз «Родина». Председателем колхоза стал М.П. Клещёв. Хозяйство стало многоотраслевым, с годовым доходом свыше миллиона рублей.
Указом Президиума Верховного Совета СССР от 22 марта 1966 года за достигнутые успехи в развитии животноводства, увеличении производства и заготовок мяса, молока, яиц, шерсти и другой продукции Клещёву Михаилу Петровичу присвоено звание Героя Социалистического Труда с вручением ордена Ленина и Золотой медали «Серп и Молот».
В течение семи лет его работы колхоз был на областной Доске почёта, а в 1967 ему на вечное хранение было вручено Памятное красное знамя Президиума Верховного Совета, Совета Министров РСФСР и ВЦСПС. В 1968 году тяжелая болезнь заставила Клещёва оставить пост председателя. Некоторое время затем он заведовал отделом кадров Катайского районного управления сельского хозяйства.
Всю свою трудовую жизнь Клещёв вёл большую общественную работу, неоднократно избирался депутатом районного Совета депутатов трудящихся, членом райкома и обкома КПСС. Был делегатом XXIII съезда партии.
Михаил Петрович Клещёв умер 20 августа 1976 года в городе Катайске Катайского района Курганской области, ныне город — административный центр Катайского муниципального округа той же области.

## Награды
- Герой Социалистического Труда, 22 марта 1966 года
  - Орден Ленина № 345701
  - Медаль «Серп и Молот» № 12757
- Медаль «За трудовую доблесть», 30 мая 1951 года
- Юбилейная медаль «За доблестный труд. В ознаменование 100-летия со дня рождения Владимира Ильича Ленина», 1970 год
- Медаль «За доблестный труд в Великой Отечественной войне 1941—1945 гг.»
- три медали ВДНХ СССР.
- Почётная грамота Министерства просвещения РСФСР, строительство школы
- Почётная грамота Министерства культуры, за строительство Дома культуры в с. Ильинское и клуба в д. Черемисское
- Персональный пенсионер союзного значения

## Память
- Мемориальная доска на здании Ильинского сельского дома культуры Катайского района Курганской области, открыта 3 августа 2018 года[2].